# Reuilly (Indre)
Reuilly település Franciaországban, Indre megyében. Lakosainak száma 2009 fő (2022. január 1.). Reuilly Chéry, Lazenay, Diou, Giroux, Paudy és Saint-Pierre-de-Jards községekkel határos.

## Népesség
A település népessége az elmúlt években az alábbi módon változott:
| Lakosok száma | 2020 | 2017 | 1952 | 1953 | 2062 | 2037 | 2025 | 2010 | 2003 | 2009 |
|               | 1968 | 1982 | 1990 | 2006 | 2013 | 2015 | 2017 | 2019 | 2020 | 2022 |